# USS Pomodon (SS-486)
USS Pomodon (SS-486) là một  tàu ngầm lớp Tench được Hải quân Hoa Kỳ chế tạo vào giai đoạn cuối Chiến tranh Thế giới thứ hai. Nó là chiếc tàu chiến duy nhất của Hải quân Hoa Kỳ được đặt cái tên này, theo tên cũ của một loài trong họ Cá hồng. Nhập biên chế năm 1945, nó hoàn tất quá trễ để có thể phục vụ trong Thế Chiến II, nhưng đã phục vụ trong giai đoạn Chiến tranh Lạnh và lần lượt được hiện đại hóa trong khuôn khổ các dự án GUPPY I vào năm 1947 và GUPPY II vào năm 1951. Nó tiếp tục phục vụ trong các cuộc Chiến tranh Triều Tiên và Chiến tranh Việt Nam, cho đến khi xuất biên chế đồng thời xóa đăng bạ vào năm 1970, và cuối cùng bị bán để tháo dỡ vào năm 1971.

## Thiết kế và chế tạo

### Thiết kế
Lớp tàu ngầm Tench là sự cải tiến tiếp theo của các lớp tàu ngầm hạm đội   Balao và   Gato, vốn đã chứng minh thành công trong hoạt động chống Nhật Bản tại Mặt trận Thái Bình Dương. Lớp tàu này, tích lũy những kinh nghiệm trong giai đoạn đầu của cuộc xung đột, là lớp tàu ngầm cuối cùng được Hải quân Hoa Kỳ chế tạo trong chiến tranh.
Những chiếc lớp Tench có chiều dài 311 ft 9 in (95,02 m), mạn tàu rộng 27 ft 4 in (8,33 m) và mớn nước tối đa 17 ft (5,2 m), có trọng lượng choán nước 1.570 tấn Anh (1.600 t) khi nổi và 2.414 tấn Anh (2.453 t) khi lặn. Chúng trang bị bốn động cơ diesel Fairbanks-Morse 38D8-⅛ 10-xy lanh chuyển động đối xứng, dẫn động máy phát điện để cung cấp điện năng cho hai động cơ điện, đạt được công suất 5.400 shp (4.000 kW) cho phép di chuyển với tốc độ tối đa 20,25 hải lý trên giờ (37,50 km/h) khi nổi. Khi hoạt động ngầm dưới nước, chúng được cung cấp điện từ hai dàn ắc-quy Sargo 126-cell để vận hành hai động cơ điện Elliott lõi kép tốc độ chậm, có công suất 2.740 shp (2.040 kW) và đạt tốc độ tối đa 8,75 kn (16,21 km/h). Tầm xa hoạt động là 16.000 hải lý (30.000 km) khi đi trên mặt nước ở tốc độ 10 kn (19 km/h) và có thể hoạt động kéo dài đến 75 ngày; tuy nhiên khả năng hoạt động ngầm bị giới hạn bởi dung lượng điện ắc-quy, sẽ cạn trong 48 giờ khi di chuyển với tốc độ 2 kn (3,7 km/h). Chiếc tàu ngầm mang theo tiếp liệu đủ cho mười sĩ quan và 71 thủy thủ trong 75 ngày.
Lớp Tench được trang bị mười ống phóng ngư lôi 21 in (530 mm), gồm sáu ống trước mũi và bốn ống phía đuôi tàu, và mang theo tổng cộng 28 quả ngư lôi. Vũ khí trên boong tàu gồm một hải pháo 5 inch/25 caliber, một khẩu pháo phòng không Bofors 40 mm nòng đơn và một khẩu đội Oerlikon 20 mm nòng đôi, kèm theo hai súng máy .50 caliber.

### Chế tạo
Pomodon được đặt lườn tại Xưởng hải quân Portsmouth ở  Kittery, Maine vào ngày 29 tháng 1, 1945. Nó được hạ thủy vào ngày 12 tháng 6, 1945, được đỡ đầu bởi bà Lorena Neff, và được cho nhập biên chế cùng Hải quân Hoa Kỳ vào ngày 11 tháng 9, 1945 dưới quyền chỉ huy của Hạm trưởng, Trung tá Hải quân Melvin H. Dry.

## Lịch sử hoạt động

### 1945 - 1950
Khởi hành từ Portsmouth vào ngày 6 tháng 1, 1946, Pomodon đi sang vùng kênh đào Panama để hoạt động huấn luyện. Chiếc tàu ngầm quay trở lên phía Bắc và tiếp tục hoạt động tại vùng bờ Đông trước khi được bảo trì tại New London, Connecticut. Nó lại lên đường và băng qua kênh đào Panama để đi sang vùng bờ Tây, đi đến San Diego, California vào ngày 12 tháng 10, nơi nó gia nhập Hải đội Tàu ngầm 3. Từ ngày 25 tháng 10, 1946 đến ngày 26 tháng 7, 1947, con tàu được hiện đại hóa tại Xưởng hải quân Mare Island, trở thành tàu ngầm GUPPY I đầu tiên của Hạm đội Thái Bình Dương. Nó quay trở lại San Diego vào ngày 28 tháng 7, và hoạt động tại khu vực này trong thành phần các lực lượng đặc nhiệm 52 và 56.

### 1950 - 1960
Khi cuộc xung đột tại bán đảo Triều Tiên bùng nổ vào tháng 7, 1950, Pomodon được bố trí đến Trân Châu Cảng. Đến tháng 1, 1951 con tàu tiếp tục được hiện đại hóa trong khuôn khổ dự án GUPPY II tại Xưởng hải quân Mare Island. Khi quay trở lại phục vụ vào tháng 5, 1951, nó là tàu ngầm GUPPY tiên tiến và hiện đại nhất của lực lượng tàu ngầm. Nó rời San Diego vào tháng 11, 1951 cho một lượt phục vụ kéo dài sáu tháng cùng Lực lượng Liên Hiệp Quốc tại Triều Tiên trước khi quay trở về khu vực San Diego. Trong một thập niên tiếp theo sau, chiếc tàu ngầm còn có sáu lần được phái sang hoạt động tại khu vực Tây Thái Bình Dương.
Vào ngày 21 tháng 2, 1955, Pomodon đang neo đậu tại Xưởng hải quân San Francisco và đang nạp điê9n cho ắc-quy, khí Hydro tích tụ đã gây ra một vụ nổ, gây hư hại cho chiếc tàu ngầm và khiến năm thủy thủ thiệt mạng.

### 1960 - 1970
Trong một đợt thực hành tác xạ vào ngày 16 tháng 11, 1962, Pomodon đã phóng ngư lôi đánh chìm mục tiêu là chiếc Aspro, một  tàu ngầm lớp Balao đã xuất biên chế. Trong lượt phục vụ thứ tám cùng Đệ Thất hạm đội tại khu vực Tây Thái Bình Dương, diễn ra từ ngày 6 tháng 6 đến ngày 30 tháng 11, 1966, chiếc tàu ngầm đã hoạt động tại vùng biển ngoài khơi Việt Nam, phối hợp cùng các tàu khu trục và tàu sân bay chống ngầm USS Kearsarge tại trạm Yankee. Sau khi quay trở về Hoa Kỳ, nó tiếp tục hoạt động dọc theo vùng bờ Tây, và được đại tu tại Xưởng hải quân San Francisco trong năm 1967.
Pomodon lại có lượt phục vụ thứ chín tại khu vực Tây Thái Bình Dương cùng Đệ Thất hạm đội từ ngày 22 tháng 3, 1968. Chiếc tàu ngầm đã hoạt động tại các vùng biển Nhật Bản, ngoài khơi Okinawa và Philippines trước khi đi vào vùng chiến sự trong khuôn khổ cuộc Chiến tranh Việt Nam vào ngày 13 tháng 8. Nó quay trở về San Diego vào ngày 17 tháng 10.
Pomodon được cho xuất biên chế đồng thời rút tên khỏi danh sách Đăng bạ Hải quân Hoa Kỳ vào ngày 1 tháng 8, 1970. Con tàu cuối cùng bị bán cho hãng Nicolai Joffe tại Beverly Hills, California để tháo dỡ vào ngày 28 tháng 12, 1971.